# Округ Кливленд (Арканзас)
Округ Кливленд (енгл. Cleveland County) је округ у америчкој савезној држави Арканзас. По попису из 2010. године број становника је 8.689. Седиште округа је град Rison.

## Демографија
Према попису становништва из 2010. у округу је живело 8.689 становника, што је 118 (1,4%) становника више него 2000. године.
| Група             | 2000.         | 2010.         |
| Белци             | 7.199 (84,0%) | 7.394 (85,1%) |
| Афроамериканци    | 1.133 (13,2%) | 1.059 (12,2%) |
| Азијати           | 12 (0,1%)     | 10 (0,1%)     |
| Хиспаноамериканци | 139 (1,6%)    | 145 (1,7%)    |
| Укупно            | 8.571         | 8.689         |